# Bijeli Hrvati
Bijeli Hrvati bili su istočnoslavensko pleme; djelomično preci Hrvata na Jadranskom moru. Bijeli Hrvati su vjerojatno jednim dijelom također preci Slovaka, Čeha i Poljaka, ili su makar imali veliku ulogu u konsolidaciji slovačkog, češkog, poljskog i ukrajinskog naroda tijekom 10. i 11. stoljeća. Tragovi Bijelih Hrvata nalaze se po središnjoj i istočnoj Europi odnosno Slovačkoj, Češkoj, južnoj Poljskoj, Ukrajini i jednim dijelom u sjevernoj Rumunjskoj. Pretpostavlja se da je mnogobrojan bjelohrvatski narod raspršen među navedenim nacijama zbog provale Mađara u 9. stoljeću i potom Mongola u 13. stoljeću. Bijeli Hrvati su također imali ogromnu ulogu u formiranju srednjovjekovne Mađarske države.
Osim u srednjovjekovnom poljskom gradu Krakovu, posebno značajna središta Bijelih Hrvata bila su gradovi Peremišl i Galič koji su se nalazili u sklopu Kijevske Rusi pod kontrolom Kijevskih Rusa. Kijevski vladari imali su s Bijelim Hrvatima stalnu vezu, a pretpostavlja se da su oni prvo istočnoslavensko pleme koje je prihvatilo Kršćanstvo koje su potom širili u Kijevu preko kijevske kneginje Olge koja je službeno prva 955. godine prešla na Kršćanstvo.

## Povijest
Bijeli Hrvati ili Belohrvati su staroslavensko pleme o kojima vijesti donosi bizantski car i pisac Konstantin VII. Porfirogenet u svojem djelu O upravljanju carstvom, a podudarna svjedočanstva sadržava i ruska izvorna građa. Kraj koji su nastavali nazivao se po njima Bijela Hrvatska. Ona se do polovice X. stoljeća opsegom i prostorom mijenjala s kretanjem Bijelih Hrvata od istoka, gdje su bili izloženi napadima Pečenega, prema zapadu, gdje su došli u susjedstvo s Francima. Od njih se odvojio dio Hrvata i – prema Porfirogenetu, za bizantskog cara Heraklija – naposljetku je nastanio dio nekadašnje rimske provincije Dalmacije (današnja Hrvatska južno od Save do mora). Oni koji su ostali u Bijeloj Hrvatskoj imali su svojega vladara, kojega izvor naziva arhontom. Od kraja VIII. i u IX. stoljeću priznavali su franačku vrhovnu vlast, a u polovici X. stoljeća bili su pod vlašću njemačkog kralja Otona I. Velikoga. Tada se spominju, uz Moravljane i Čehe, zajedno sa Srbima i Korutancima (Karantanci), a kako još nisu bili primili kršćanstvo, naziva ih se nekrštenima. Po dolasku Mađara u njihovo susjedstvo, prekinute su veze s onim suplemenicima koji su se odvojili. Hrvati, koje izvorna svjedočanstva X. stoljeća nazivaju Bijelim Hrvatima, našli su se u drugoj polovici X. stoljeća podijeljeni u sastavu češke, poljske i ruske države. S jačanjem središnje vlasti u njima, brzo su podlegli u procesu asimilacije s dominantnim plemenom. U području Krakova spominju se još u drugoj polovici XI. stoljeća.

## Međunarodna poimanja
Poljski i češki znanstvenici uglavnom ignoriraju postojanje Bijelih Hrvata, koji se smatraju precima današnjih Hrvata. Prema povjesničaru Nevenu Budaku razlog tomu je: što u njihovim nacionalnim povijestima ne bi bilo popularno tumačenje da je u stvaranju srednjovjekovne državnosti Čeha i Poljaka sudjelovao netko drugi, pa možda i ti pradavni Hrvati, koji su živjeli na tom području. S druge, pak, strane u Ukrajini, koja pretendira na poziciju »majke svih slavenskih naroda«, termin Bijeli Hrvati rado se prihvaća, pa je i jedan od braće osnivača Kijevske Rusi, najstarije slavenske državne tvorevine, nosio ime koje se, kroz lingvističke promjene, može dešifrirati kao Hrvat. Naime, zvao se Horiv. Intrigira i podatak, koji iznosi stručnjak Eugen Paščenko, da su Poljički statut i zakonik Kijevska pravda, najvažniji srednjovjekovni dokumenti Hrvata i Ukrajinaca, frapantno slični.

## Zanimljivosti
- Prema nekim američkim dokumentima, početkom 20. stoljeća, oko 100.000 imigranata iz okolice Krakova izjašnjavali su se Bijelim Hrvatima.[3]
- Mnogi zapadni Ukrajinci (posebno Galičani) smatraju da porijeklom pripadaju plemenu Bijelih Hrvata; Dmytro Pavlyčko, ukrajinski pisac i političar, zaslužan za rano ukrajinsko priznanje Hrvatske, prigodom promocije knjige »Ukrajina-Hrvatska« u Zagrebu je pred mnoštvom sudionika uskliknuo: »Ja Bilij Horvat, Rusin ta Ukrajinec!« U Galiciji ova tri etnička, odnosno subetnička, naziva često tretiraju kao etnonime.[4][5]

## Povezano
- Podrijetlo Hrvata

## Vanjske poveznice
- Inozemni prilozi o podrijetlu Hrvata  Arhivirana inačica izvorne stranice od 30. travnja 2010. (Wayback Machine)
- Croatia – historical and cultural overview
- Zavjet Bijelih Hrvata, 2006., 792. str., autor: Jaroslav Oros (ukrajinsko izdanje)  Arhivirana inačica izvorne stranice od 4. ožujka 2016. (Wayback Machine)
- Карпатські Хорвати | Carpathian Croats | Ukrainian tribe, kanal Zakharii na YouTubeu, objavljeno 13. kolovoza 2012.
- Carpathian Croats - Карпатські горвати - major western Ukrainian tribe, kanal Zakharii na YouTubeu, objavljeno 24. kolovoza 2012.
- Мандри Галіції ( 5. Білі Хорвати ), kanal VitalikLemberg, objavljeno 3. prosinca 2012.